# ميمك كريم
كان ميميك كريم نوعأ من كريم تقليدي نباتي محتواه الاساسي المكسرات وخالي من اللاكتوز أو صويا أو جلوتين وقد تم اعتماده من باريفي كوشير فقد تم إنتاجه لأول مرة تجاريا في ألباني ونيويورك، من قبل جرين رابيت في يناير 2007، وتم تسويق أيضًا ميميك كريم أساسًا للنباتيين كبديل لمنتجات الألبان، ويشير الموقع الإلكتروني للشركة إلى أن الشركة قد أغلقت بسبب عدم توفر إمكانية الوصول إلى منشأة إنتاج مناسبة في نوفمبر 2013 (لا تزال تبحث عن واحدة).
تم اختراع هذا المنتج من قبل روز آن كولافيتو، التي أرادت صنع آيس كريم بمذاق أفضل وأغني لا يحتوي على منتجات ألبان، وكانت هناك سبع إصدارات متوفرة منهم غير محلى ومحلى بقصب السكر ومحلى خالي من السكر باستخدام محلل طبيعي غيرمحتوي علي سكر وطعم الفانيلا الفرنسية والبندق الغير محلاة الذي يمكن استخدامه  كمبيض للقهوة وكريمة خفق ويطلق عليه هلثي توب.
تصل مدة صلاحيته الي سنتين وبمجرد فتحه، يمكن للاحتفاظ بيه في الثلاجة لمدة 14 يوم.

## مكونات
- غير محلي: الماء النقي، اللوز، الكاجو، النكاهات الطبيعية، بيكربونات الصودا، نشا الأرز، ملح البحر.
- محليات خالية من السكر: ماء نقي، اريثريتول (كحول سكر طبيعي)، اللوز، الكاجو، مالتوديكسترين (أساسه الذرة)، نشأ التابيوكا، النكهات الطبيعية، صمغ الغوار، صودا البيكربونات، ملح البحر.
- محلى بالسكر: ماء مطهر ومزيج من اللوز والكاجو والسكر، مالتودكسترين (الذرة)، نشا التابيوكا، صمغ الزنتان، صمغ الغوار، صودا البيكربونات، النكهات الطبيعية، ملح البحر، النكهات الطبيعية.
- غير المحلاة كريم للقهوة: المياه النقية، واللوز، والكاجو، والنكهات الطبيعية، والفوسفات ثنائي البوتاسيوم، نشا الأرز.
- كريم الفانيلا الفرنسي للقهوة: الماء النقي، اللوز، الكاجو، النكهات الطبيعية، فوسفات ثنائي البوتاسيوم، نشاء الأرز.
- كريم البندق للقهوة: المياه النقية، اللوز، الكاجو، النكهات الطبيعية، فوسفات الثنائي البوتاسيوم، نشاء الأرز.
- كريمة الخفق هلثي توب: الماء النقي، زيت جوز الهند، السكر، المالتوديكسترين، اللوز، الكاجو، زيت اللوز، ليسيثين عباد الشمس، صمغ الغوار، النكهات الطبيعية، استرات الجليسيرول من الأحماض الدهنية، أحادي السوربيتان.[6]

## براءات الاختراع
تم منح ثلاث براءات اختراع في الولايات المتحدة منهم رقم 7,507,432 في 24 مارس 2009 ورقم 7,592,030 في 22 سبتمبر 2009، ورقم 7,776,337 في 7 أغسطس 2010. كما تم منح براءات اختراع دولية مختلفة.

## جوائز
منحت مميك كريم «أفضل منتج جديد» في فئة المواد الاستهلاكية في يونيو 2007 في المعرض الوطني لسلسلة متاجر الأدوية (NACDS) في بوسطن، كما حصلت على جائزة «أفضل عرض» في معرض إكسبو وست، المعرض التجاري للمنتجات الطبيعية في عامي 2008 و2011.